# Thomas Geisel
Thomas Geisel (ur. 26 października 1963 w Ellwangen (Jagst)) – niemiecki polityk, prawnik, menedżer i samorządowiec, w latach 2014–2020 burmistrz Düsseldorfu, deputowany do Parlamentu Europejskiego X kadencji.

## Życiorys
Syn polityka Alfreda Geisela. Po ukończeniu szkoły średniej studiował prawo i nauki polityczne na Uniwersytecie Albrechta i Ludwika we Fryburgu oraz na Uniwersytecie Genewskim. W 1990 i 1994 zdał państwowe egzaminy prawnicze I i II stopnia. W 1988 uzyskał magisterium na Uniwersytecie Georgetown, a w 1992 uzyskał dyplom MPA w John F. Kennedy School of Government na Uniwersytecie Harvarda.
Działał w socjaldemokratycznej młodzieżówce Jusos. Dołączył też do Socjaldemokratycznej Partii Niemiec. Pracował m.in. w partyjnej frakcji w Izbie Ludowej. W późniejszych latach związany z sektorem energetycznym, był zatrudniony w koncernach Enron oraz Ruhrgas, w którym zajmował stanowisko dyrektorskie. W 2013 podjął prywatną praktykę adwokacką. W 2014 jako kandydat SPD zwyciężył w wyborach na urząd burmistrza Düsseldorfu, pokonując ubiegającego się o reelekcję kandydata CDU. W 2020 nie został na kolejną kadencję, przegrywając z przedstawicielem chadeków.
W styczniu 2024 opuścił socjaldemokratów, dołączając następnie do Sojuszu Sahry Wagenknecht. W tym samym roku z jego ramienia uzyskał mandat posła do PE X kadencji.

## Odznaczenia
- Krzyż Oficerski Orderu Zasługi (Rumunia, 2018)[7]